# Kongregace pro evangelizaci národů
Kongregace pro evangelizaci národů (lat. Congregatio pro Gentium Evangelizatione) byla jednou z kardinálských kongregací římské kurie. Jejím úkolem bylo podle konstituce Pastor Bonus „řídit a koordinovat dílo evangelizace národů a misionářské spolupráce na celém světě, při zachování kompetence Kongregace pro východní církve".

## Historie kongregace
Kongregaci založil po několika neúspěšných[zdroj?] pokusech papež Řehoř XV. bulou Inscrutabili Divinae Providentiae z 22. června 1622.
- Dřívější „Svatá Kongregace pro šíření víry“ (lat. Sacra Congregatio de Propaganda fide), jež byla vydána tímto papežem dne 6. 1. 1622, významně zasáhla do českých poměrů v 17. a 18. století. Tato Kongregace propagandy se podílela na koncepci protireformace a rekatolizace.[3]  Horlivou misijní činnost „Kongregace propagandy“ podpořil vydáním tzv. restitučního ediktu i císař Ferdinand II.Štýrský.

Později papež Urban VIII. kongregaci pověřil i správou solní pokladny (lat. cassa salis). 
Kongregace byla zrušena k 5. červnu 2022, kdy vstoupila v účinnost apoštolská konstituce Praedicate Evangelium a její kompetence byly přiděleny nově vzniklému Dikasteriu pro evangelizaci.